# Enter the Dragon
Enter the Dragon is een Amerikaanse Kungfu-film uit 1973. De film is geregisseerd door Robert Clouse. Het was de enige Amerikaanse film waar Bruce Lee de hoofdrol in speelde. Het was de debuutfilm van blaxploitationster Jim Kelly.

## Verhaal
Lee is een Shaolin martial artist van Hongkong, die groot inzicht bezit in zowel vechtsporten als filosofie. Hij ontvangt een uitnodiging voor een martial arts-wedstrijd op een eiland, georganiseerd door de mysterieuze Mr. Han. Lee leert van zijn Sifu (meester) dat Han eens een Shaolin student was, maar verbannen werd uit hun groep, omdat hij misbruik maakte van hun gedragscode.
Een man genaamd Braithwaite van de Britse inlichtingendiensten benadert Lee en vraagt zijn hulp bij een undercover missie. Han wordt verdacht betrokken te zijn bij drugshandel en prostitutie. Echter, omdat een deel van het eiland privébezit is van Han, zijn ze niet in staat om een formeel onderzoek te verrichten. Han heeft een martial arts school op zijn eiland om talenten aan te werven om hem te helpen bij zijn praktijken. Tevens heeft hij een geheime formule van drugs om op zijn dienstmeisjes te testen. Een van Braithwaite´s undercoveragenten, genaamd Mei Ling, is het gelukt om te infiltreren op Han´s eiland, maar het contact met haar is verbroken. Lee is de ideale kandidaat voor de missie, want hij zal niet opvallen op het toernooi. Bovendien komen zijn vechtkunsten goed uit, want Han verbiedt vuurwapens op het eiland. Voor zijn vertrek, hoort Lee van zijn vader dat Han's handlanger O'Hara (man met litteken, toegebracht door Su Lin) verantwoordelijk was voor de dood van zijn oudere zus, Su Lin, jaren geleden.
Lee arriveert op het eiland van Han en krijgt een warm onthaal. Deelnemers die zich bij hem voegen zijn onder anderen Amerikanen Roper en Williams. Roper en Williams verslaan op de eerste wedstrijddag met gemak hun tegenstanders. Die nacht, nadat Lee contact heeft gelegd met Braithwaite´s undercoveragent Mei Ling, begint Lee met het zoeken naar bewijs tegen Han. Hij vindt een geheime ingang van een ondergrondse basis. Hij komt Hans bewakers tegen, maar het lukt hem ze te verslaan voordat ze hem kunnen identificeren. Hij wordt gezien door Williams, die een wandeling maakt. Echter, Williams wordt zelf echter ook gezien door een bewaker.
De volgende dag waarschuwt Han de deelnemers over nachtelijke uitstapjes. Hij straft zijn bewakers voor het falen in hun taak. Een aantal van hen wordt hardhandig gedood door de sadistische Bolo, Han's bodyguard. Even later wordt Lee geroepen voor zijn eerste wedstrijd. Zijn tegenstander is O'Hara. Lee verslaat O'Hara en is gedwongen hem te doden na pogingen van O'Hara om hem aan te vallen met behulp van een gebroken fles. Han kondigt aan dat O'Hara's oneervolle aanval hem schande heeft toegebracht, en stelt de rest van het toernooi een dag uit. Wel laat hij Williams bij zich roepen. Hij beschuldigt hem van de aanval op zijn bewakers (wat eigenlijk Lee's werk was), en doodt hem in een handgevecht.
Han leidt Roper rond in zijn ondergrondse basis en verzoekt hem vertegenwoordiger te zijn voor zijn heroïnesmokkel in de Verenigde Staten. Hij dreigt Roper net als Williams te zullen doden als hij weigert. Dezelfde nacht breekt Lee opnieuw in, in de ondergrondse basis, waar hij voldoende bewijzen vindt van Hans criminele praktijken. Wanneer hij de radiozender gebruikt om contact op te nemen met Braithwaite, trekt Lee onbedoeld de aandacht van de bewakers. Hij moet zich een weg naar buiten vechten. Hij wordt echter in een val gelokt en gevangen.
De volgende dag moet Roper met Lee vechten om zo zijn loyaliteit aan Han te bewijzen. Roper weigert en daarom laat Han hem met Bolo vechten. Roper wint, waarna een razende Han zijn bewakers het bevel geeft zowel Lee als Roper te doden. De twee zijn sterk in de minderheid, maar houden zich staande tot ze hulp krijgen van de gevangenen uit Hans ondergrondse gevangenis, die zojuist door Mei Ling zijn bevrijd. Te midden van de chaos probeert Han weg te sluipen, gevolgd door Lee. De twee bevechten elkaar in een kamer vol spiegels, waar Lee Han verslaat en spietst aan zijn eigen speer. Wanneer Lee terugkeert naar Roper, ziet hij dat de meeste van Hans mannen zijn verslagen. Ze steken hun duimen op net wanneer militaire helikopters arriveren als reactie op Lee's eerdere noodoproep.

## Rolverdeling
| Acteur            | Personage                        | Nota                      |
| ----------------- | -------------------------------- | ------------------------- |
| Bruce Lee         | Lee                              |                           |
| John Saxon        | Roper                            |                           |
| Jim Kelly         | Williams                         |                           |
| Shih Kien         | Mr. Han                          |                           |
| Ahna Capri        | Tania                            |                           |
| Angela Mao        | Su Lin                           | als Angela Mao Ying       |
| Robert Wall       | O'Hara                           | als Bob Wal)              |
| Bolo Yeung        | Bolo                             | als Yang Zse              |
| Betty Chung       | Mei Ling                         |                           |
| Geoffrey Weeks    | Braithwaite                      |                           |
| Peter Archer      | Parsons                          |                           |
| Ho Lee Yan        | Oude man                         |                           |
| Marlene Clark     | Roper's secretaresse             |                           |
| Allan Kent        | Golfer                           |                           |
| William Keller    | Los Angeles agent #1             |                           |
| Mickey Caruso     | Los Angeles agent #2             |                           |
| Pat E. Johnson    | Crimineel #1                     |                           |
| Darnell Garcia    | Crimineel #2                     |                           |
| Mike Bissell      | Crimineel #3                     |                           |
| Jackie Chan       | Han's handlanger in gevangenis   | stuntman, onvermeld       |
| Roy Chiao         | Shaolin Abbott                   | onvermeld in VS versie    |
| Paul M. Heller    | Radio bediener                   | onvermeld                 |
| Sammo Hung        | Shaolin vechter                  | martial artist, onvermeld |
| Lam Ching Ying    |                                  | onvermeld                 |
| Tony Liu          | Tournament vechter               | onvermeld                 |
| Hidy Ochiai       |                                  | onvermeld                 |
| Steve Sanders     |                                  |                           |
| Wei Tung          | Lao                              |                           |
| Donnie Williams   | BKF assistent karate instructeur | onvermeld                 |
| Tadashi Yamashita |                                  | onvermeld                 |
| Yuen Biao         | Tournament vechter               | onvermeld                 |
| Yuen Wah          | Tournament vechter               | onvermeld                 |
| Mars              |                                  |                           |

## Achtergrond

### Productie
Tijden de productie kreeg Lee onenigheid met medespeler Bob Wall, toen tijdens hun gevechtsscène Wall een fles van echt glas in plaats van suikerglas bleek vast te houden waardoor Lee een snijwond opliep. Wall zelf ontkent dat hij en Lee zwaar ruzie zouden hebben gehad.
De beroemde trap die Lee tegen Oharra’s borst geeft was echt, en bedacht door Wall. Hij was het namelijk met Lee eens dat neptrappen onrealistisch over zouden komen. Lee brak tijdens de opnames per ongeluk de armen van twee figuranten die hem probeerden op te vangen tijdens het filmen van de scène. Ook Wall zelf liep door de scène verwondingen op, waardoor de productie drie maanden werd vertraagd.
Jackie Chan heeft een bijrol in de film, als een wachter wiens nek wordt gebroken door Lee.
De scène waarin Lee toegeeft dat zijn vechtstijl die van “vechten zonder te vechten” is, is gebaseerd op een anekdote over de 16e-eeuwse samoerai Tsukahara Bokuden.

### Uitgave en ontvangst
Enter the Dragon bracht in Noord-Amerika 25 miljoen dollar op, en wereldwijd 90 miljoen dollar. Dit tegen een productiebudget van 850.000. In Hongkong bracht de film 3.307.536 Hongkongse dollar op. Voor de filmindustrie van die tijd waren dit zeer hoge bedragen, maar het was nog altijd beduidend minder dan de opbrengst van Lees Fist of Fury en The Way of the Dragon.
De film werd goed ontvangen en wordt nog altijd gezien als een van de beste films van 1973. Critici omschreven Enter the Dragon vaak als een "goedkope James Bond-thriller", een "remake van Dr. No met elementen van Fu Manchu". De film scoort 97% aan goede beoordelingen op Rotten Tomatoes.
In 2004 werd de film opgenomen in het National Film Registry.
De film haalde in 2008 de 474e plaats in Empire top 500 van beste films ooit.

### Nasleep
De film is meerdere malen geparodieerd, waaronder in The Onion, de spelshow Takeshi's Castle en de komische film Balls of Fury.
In augustus 2007 maakte Warner Independent Pictures bekend dat producer Kurt Sutter een remake van de film wilde maken als een film noir-thriller getiteld Awaken the Dragon.